# Forsvarsstaben
 Der er for få eller ingen kildehenvisninger i denne artikel, hvilket er et problem. Du kan hjælpe ved at angive troværdige kilder til de påstande, som fremføres i artiklen.

Forsvarsstaben (FST) er en overordnet kommandomyndighed i Danmarks forsvar, der er sammensat af personel fra både Hæren, Søværnet og Flyvevåbnet. Forsvarsstaben indgår som en del af Forsvarskommandoen og har til at opgave at bistå forsvarschefen med operativ ledelse og forvaltning af forsvaret. Opgaverne er fordelt på en Operationsstab, en Planlægnings- og Driftsstab, en Økonomistab og en Strategi- og Koordinationsstab, der bl.a. indeholder et Ledelsessekretariat og et Kommunikationssekretariat.
Chefen for Forsvarsstaben refererer direkte til forsvarschefen og er dennes stedfortræder. Vedkommende er desuden ansvarlig for, at forsvarets ressourcer udnyttes optimalt, således at forsvarets opgaver løses bedst muligt. Chefen for Forsvarsstaben udgør sammen med forsvarschefen forsvarets øverste ledelse. 
Forsvarsstaben blev oprettet i 1950 og har til huse i Århusgade 110 på Østerbro i København.

## Chef for Forsvarsstaben
| No. | Portræt | Navn (født–død)                                     | Periode            | Periode            | Periode          | Værn        | Ref.          |
| No. | Portræt | Navn (født–død)                                     | Tiltrådte          | Aftrådte           | Tid på Posten    | Værn        | Ref.          |
| --- | ------- | --------------------------------------------------- | ------------------ | ------------------ | ---------------- | ----------- | ------------- |
| 1   |         | Generalmajor Einar M. Nordentoft (1896–1968)        | 1. oktober 1950    | 30. september 1956 | 5 år og 365 dage | Hæren       | [ 1 ]         |
| 2   |         | Generalmajor Poul Vilhelm Hammershøy (1905–1961)    | 1. oktober 1956    | 30. september 1959 | 2 år og 364 dage | Hæren       | [ 2 ]         |
| 3   |         | Generalmajor Erik Rasmussen (1903–1972)             | 1. oktober 1959    | 30. september 1962 | 2 år og 364 dage | Flyvevåbnet | [ 3 ]         |
| 4   |         | Generalmajor Svend Børge Reimert Helsø (1910–1975)  | 1. oktober 1962    | 1970               | 7–8 år           | Hæren       | [ 4 ]         |
| 5   |         | Generalmajor Eigil Wolff (1903–1972)                | 1970               | 1973               | 2–3 år           | Hæren       |               |
| 6   |         | Generalmajor Knud Jørgensen (1919–1990)             | 1973               | 30. april 1977     | 3–4 år           | Flyvevåbnet |               |
| 7   |         | Generalløjtnant G.K. Kristensen (1928–2001)         | 1. maj 1977        | 30. april 1983     | 5 år og 364 dage | Hæren       | [ 5 ]         |
| 8   |         | Viceadmiral Sven Egil Thiede (1924–2005)            | 1. maj 1983        | 30. november 1985  | 2 år og 213 dage | Søværnet    | [ 6 ]         |
| 9   |         | Generalløjtnant Jørgen Lyng (født 1934)             | 1. december 1985   | 31. oktober 1989   | 3 år og 334 dage | Hæren       |               |
| 10  |         | Viceadmiral Hans Jørgen Garde (1939–1996)           | 1. november 1989   | 31. marts 1996     | 6 år og 151 dage | Søværnet    | [ 7 ]         |
| 11  |         | Generalløjtnant Christian Hvidt (født 1942)         | 1. april 1996      | 20. august 1996    | 0 år og 141 dage | Flyvevåbnet | [ 8 ]         |
| 12  |         | Generalløjtnant Ove Høegh-Guldberg Hoff (født 1942) | 20. august 1996    | 27. september 2000 | 4 år og 38 dage  | Hæren       | [ 8 ]         |
| 13  |         | Generalløjtnant Hans Jesper Helsø (født 1942)       | 27. september 2000 | 1. oktober 2002    | 2 år og 4 dage   | Hæren       |               |
| 14  |         | Viceadmiral Tim Sloth Jørgensen (født 1951)         | 1. oktober 2002    | 31. juli 2008      | 5 år og 304 dage | Søværnet    | [ 9 ]         |
| 15  |         | Generalløjtnant Bjørn Bisserup (født 1960)          | 31. juli 2008      | 1. oktober 2014    | 6 år og 62 dage  | Hæren       |               |
| 16  |         | Generalløjtnant Per Ludvigsen (født 1957)           | 1. oktober 2014    | 1. november 2017   | 3 år og 31 dage  | Hæren       |               |
| 17  |         | Generalløjtnant M.A.L.T. Nielsen (født 1963)        | 1. november 2017   | 1. september 2019  | 1 år og 304 dage | Flyvevåbnet | [ 10 ] [ 11 ] |
| –   |         | Kontreadmiral Frank Trojahn (født 1963) fung.       | 1. september 2019  | 15. november 2019  | 0 år og 75 dage  | Søværnet    | [ 11 ]        |
| 18  |         | Generalløjtnant Kenneth Pedersen (født 1968)        | 15. november 2019  | Siddende           | 5 år og 104 dage | Hæren       | [ 11 ]        |